# Clara Harris

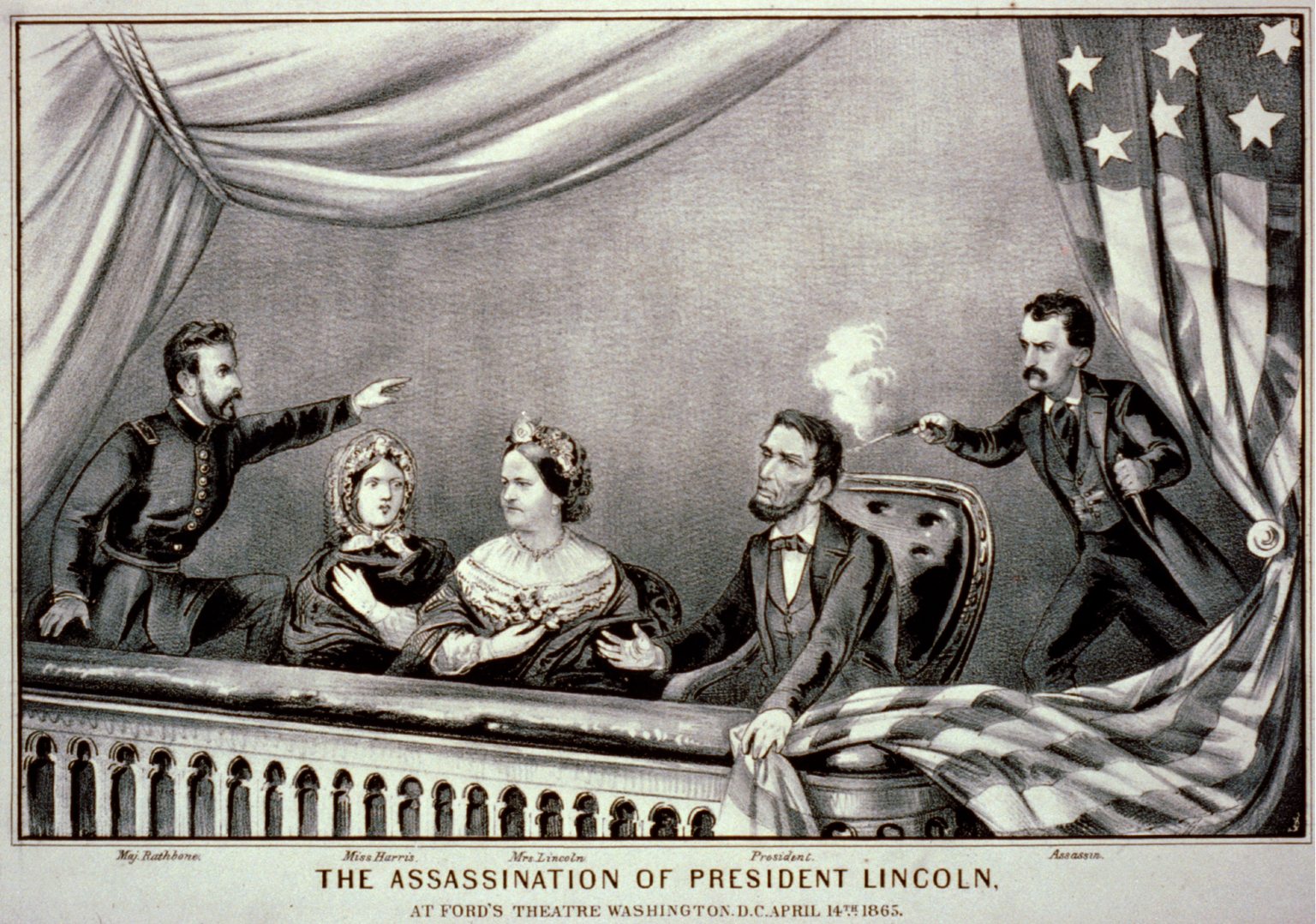
Da sinistra e destra: Henry Rathbone, Clara Harris, Mary Todd Lincoln, Abraham Lincoln e l'assassino John Wilkes Booth.

Clara Hamilton Harris, coniugata Rathbone (Albany, 4 settembre 1834 – Hannover, 24 dicembre 1883), è stata una statunitense famosa per essere stata presente all'assassinio di Abraham Lincoln.

## Biografia

### Assassinio di Lincoln
Clara Harris era la figlia maggiore del senatore statunitense Ira Harris, dello Stato di New York. Sua madre Louisa Tubbs morì quando aveva undici anni, e il padre si risposò con la vedova Pauline Rathbone, la quale aveva già un figlio, Henry, col quale Clara entrò presto in confidenza e in intimità.
Allo scoppio della guerra civile americana, sia per seguire il fratellastro Henry e il fratello William arruolati nell'esercito statunitense che per stare accanto al padre eletto, si trasferì a Washington e divenne amica della first lady Mary Todd Lincoln, e di conseguenza anche di suo marito, il presidente degli Stati Uniti Abraham Lincoln. Riuscì col tempo a far ottenere al fratellastro (ormai suo fidanzato) un incarico più sicuro nelle retrovie, e i due divennero molto vicini alla coppia presidenziale, tanto da essere invitati con loro a teatro la sera del 14 aprile 1865.
Mentre erano intenti a guardare la commedia rappresentata, nel palco presidenziale su cui si trovavano i quattro s'introdusse John Wilkes Booth, che sparò a Lincoln. Henry Rathbone, accortosi troppo tardi dell'assassino, tentò invano di fermarlo venendo gravemente ferito, mentre Clara e la first lady gridavano chiedendo aiuto. L'abito che indossava Clara Harris in seguito all'attacco si ricoprì di sangue, creduto per lungo tempo quello di Lincoln, mentre in realtà apparteneva ad Henry Rathbone, al quale Booth aveva reciso un'arteria.

### Vita successiva
Dopo la morte di Lincoln e la guarigione di Henry, i due si sposarono nel 1867 ed ebbero tre figli, fra i quali il politico Henry R. Rathbone. Il marito tuttavia non si riprese più psicologicamente dall'accaduto, e negli anni subì un costante declino mentale che presto arrivò a turbare il suo rapporto con Clara.
Trasferitisi in Europa per cercare di alleviare le sofferenze di Henry, nel 1883 i Rathbone si erano stabiliti ad Hannover. Henry Rathbone era tuttavia ormai affetto da gravi manie e paranoie, e si era convinto che la moglie volesse divorziare e portargli via i figli. Il tragico epilogo si raggiunse la notte tra il 23 e il 24 dicembre 1883, quando Henry Rathbone, dopo l'ennesimo litigio, estrasse una pistola e sparò a Clara, uccidendola, tentando poi di suicidarsi con sei coltellate.
Salvatosi, Rathbone venne giudicato folle e internato nel vicino manicomio di Hildesheim, dove morì nel 1911. I loro figli andarono a vivere con lo zio William Harris, mentre i resti dei genitori rimasero tumulati in Germania. La loro tomba, abbandonata entro il 1952, venne quindi riutilizzata e i loro resti dispersi.